# Miranda Powrie
Miranda Powrie es una deportista neozelandesa que compitió en vela en la clase Laser Radial. Ganó una medalla de plata en el Campeonato Mundial de Laser Radial de 2002.

## Palmarés internacional
| \| Campeonato Mundial \| Campeonato Mundial \| Campeonato Mundial \| Campeonato Mundial \| \| Año \| Lugar \| Medalla \| Clase \| \| ------------------ \| ------------------ \| ------------------ \| ------------------ \| \| 2002 \| Fort Erie (Canadá) \| Medalla de plata \| Laser Radial \| |                    |                  |              |
| Campeonato Mundial |                    |                  |              |
| Año | Lugar              | Medalla          | Clase        |
| 2002 | Fort Erie (Canadá) | Medalla de plata | Laser Radial |